# ヴィレーム・クルツ
ヴィレーム・クルツ（Vilém Kurz, 1872年 - 1945年）は、チェコのハヴリーチュクーフ・ブロト (Havlíčkův Brod) 出身のピアニスト、ピアノ教師。リヴィウとウィーンの国立音楽大学、プラハ音楽院で教授を務めた。

## 経歴
1872年、チェコのハヴリーチュクーフ・ブロト生まれ。リヴィウ音楽院とウィーンの国立音楽大学、プラハ音楽院で教授を務め、彼の教え子には、彼の娘であるイローナ・シュティエパーノヴァ=クルツォヴァー (Ilona Štěpánová-Kurzová) 、エドゥアルト・シュトイアーマン、ブジェティスラフ・バカラ (Břetislav Bakala) 、ルドルフ・フィルクスニー、パヴェル・シュティエパーン (Pavel Štěpán) 、フランティシェク・マクシアーン、ギデオン・クライン、マトゥーシャ・ブルーム (Matusja Blum) らがいる。 

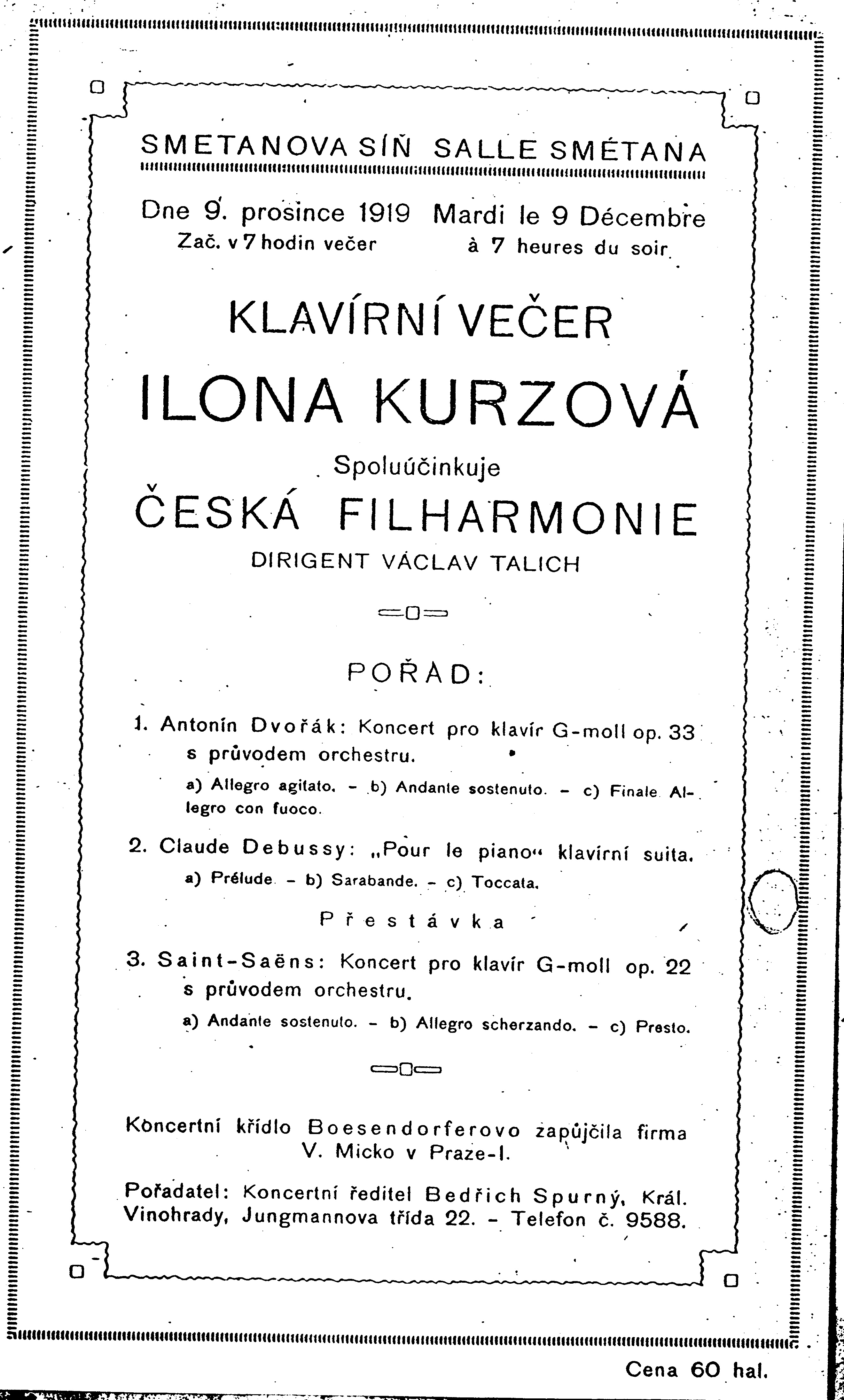
1919年11月9日、クルツの改訂版によるドヴォルザークのピアノ協奏曲ト短調（作品33）の初演。ピアノはクルツの娘のイローナ、指揮はターリヒ、演奏はチェコ・フィルによるもの。

## ドヴォルザークのピアノ協奏曲改訂版
クルツの名が広く知られているのは、ドヴォルザークが1876年に作曲したピアノ協奏曲のソロ・パートを改訂したことによってである。
このピアノ協奏曲は、初演から10年以上もの間、軽視され、横柄な扱いを受けていた。長年にわたって口を揃えて言われ続けたのは、この協奏曲のピアノ・パートが「まるで2つの右手のために」書かれている、ということだった。  
クルツは20代の頃にこの協奏曲のソロ・パートの改訂に着手した。彼が頻繁に演奏していたのはこの改訂版である。オタカール・シェフチークによる総譜の校訂版では、原典版とクルツ版がともに印刷され（一方の下にもう一方が掲載されている）、ソリストはどちらの版を演奏するか選択することができるようになっている。クルツ版はスタンダードなピアノ・レパートリーの一部になっている。ドヴォルザークの原典版によるオーケストラの構成は、ソリストがどちらの版を選んだとしても、変更点はない。
このピアノ協奏曲のクルツ版での初演は、1919年、クルツの娘イローナ・ステパノワ=クルツォーヴァのピアノ独奏、ヴァーツラフ・ターリヒの指揮によって行なわれた。 
チェコのレコード会社、スプラフォン (Supraphon) からは、イヴァン・モラヴェッツが演奏するクルツ版（イルジー・ビエロフラーヴェク指揮、チェコ・フィルハーモニー管弦楽団）、ラドスラフ・クヴァピルが演奏する原典版（フランティシェク・イーレク指揮、ブルノ国立フィルハーモニー管弦楽団）のCDが発売されている。